# Morestel
Morestel és un municipi francès situat al departament de la Isèra i a la regió d'Alvèrnia-Roine-Alps. L'any 2007 tenia 3.978 habitants.

## Demografia

### Població
El 2007 la població de fet de Morestel era de 3.978 persones. Hi havia 1.444 famílies de les quals 392 eren unipersonals (196 homes vivint sols i 196 dones vivint soles), 367 parelles sense fills, 514 parelles amb fills i 171 famílies monoparentals amb fills.
La població ha evolucionat segons el següent gràfic:
Habitants censats

### Habitatges

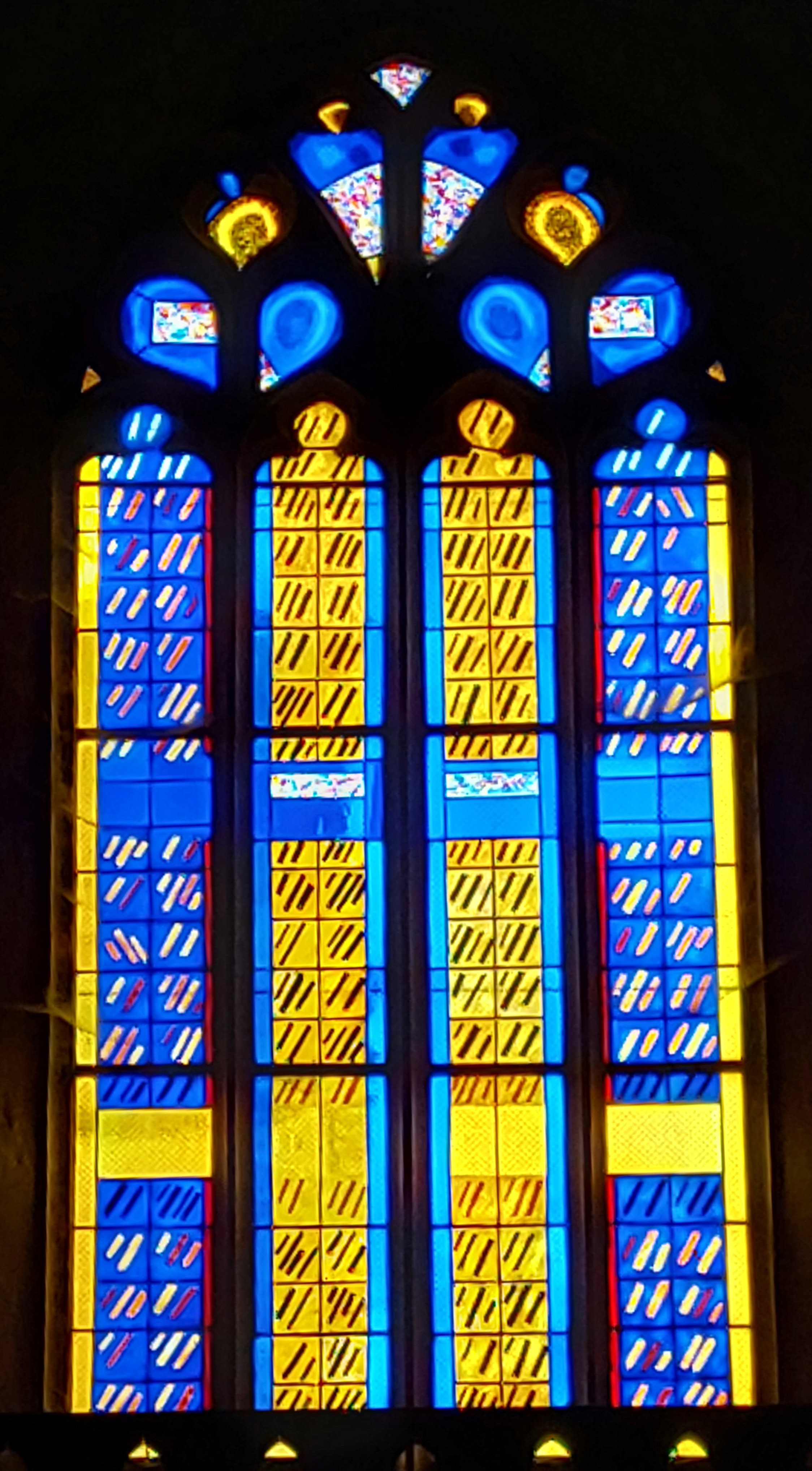
El vitrall de l'església parroquial de san Simforià.

El 2007 hi havia 1.631 habitatges, 1.471 eren l'habitatge principal de la família, 46 eren segones residències i 114 estaven desocupats. 1.074 eren cases i 553 eren apartaments. Dels 1.471 habitatges principals, 772 estaven ocupats pels seus propietaris, 655 estaven llogats i ocupats pels llogaters i 45 estaven cedits a títol gratuït; 20 tenien una cambra, 103 en tenien dues, 316 en tenien tres, 421 en tenien quatre i 611 en tenien cinc o més. 999 habitatges disposaven pel capbaix d'una plaça de pàrquing. A 750 habitatges hi havia un automòbil i a 554 n'hi havia dos o més.

### Piràmide de població
La piràmide de població per edats i sexe el 2009 era:
| Homes | Edats   | Dones |
| ----- | ------- | ----- |
| 0     | 95 o +  | 16    |
| 12    | 90 a 94 | 36    |
| 20    | 85 a 89 | 64    |
| 28    | 80 a 84 | 48    |
| 60    | 75 a 79 | 68    |
| 56    | 70 a 74 | 80    |
| 48    | 65 a 69 | 52    |
| 52    | 60 a 64 | 80    |
| 40    | 55 a 59 | 52    |
| 80    | 50 a 54 | 80    |
| 88    | 45 a 49 | 112   |
| 112   | 40 a 44 | 80    |
| 120   | 35 a 39 | 144   |
| 104   | 30 a 34 | 96    |
| 84    | 25 a 29 | 84    |
| 96    | 20 a 24 | 92    |
| 156   | 15 a 19 | 112   |
| 116   | 10 a 14 | 144   |
| 148   | 5 a 9   | 56    |
| 104   | 0 a 4   | 88    |

## Economia
El 2007 la població en edat de treballar era de 2.337 persones, 1.696 eren actives i 641 eren inactives. De les 1.696 persones actives 1.464 estaven ocupades (822 homes i 642 dones) i 232 estaven aturades (73 homes i 159 dones). De les 641 persones inactives 166 estaven jubilades, 197 estaven estudiant i 278 estaven classificades com a «altres inactius».

### Ingressos
El 2009 a Morestel hi havia 1.493 unitats fiscals que integraven 3.863 persones, la mediana anual d'ingressos fiscals per persona era de 16.278 €.

### Activitats econòmiques
Dels 308 establiments que hi havia el 2007, 6 eren d'empreses extractives, 11 d'empreses alimentàries, 2 d'empreses de fabricació de material elèctric, 23 d'empreses de fabricació d'altres productes industrials, 27 d'empreses de construcció, 85 d'empreses de comerç i reparació d'automòbils, 10 d'empreses de transport, 22 d'empreses d'hostatgeria i restauració, 2 d'empreses d'informació i comunicació, 18 d'empreses financeres, 19 d'empreses immobiliàries, 32 d'empreses de serveis, 34 d'entitats de l'administració pública i 17 d'empreses classificades com a «altres activitats de serveis».
Dels 62 establiments de servei als particulars que hi havia el 2009, 1 era una oficina d'administració d'Hisenda pública, 1 gendarmeria, 1 oficina de correu, 6 oficines bancàries, 1 funerària, 5 tallers de reparació d'automòbils i de material agrícola, 1 taller d'inspecció tècnica de vehicles, 4 autoescoles, 5 paletes, 4 guixaires pintors, 6 fusteries, 1 lampisteria, 2 electricistes, 1 empresa de construcció, 5 perruqueries, 11 restaurants, 4 agències immobiliàries, 1 tintoreria i 2 salons de bellesa.
Dels 38 establiments comercials que hi havia el 2009, 1 era un supermercat, 2 grans superfícies de material de bricolatge, 1 una botiga de més de 120 m², 7 fleques, 2 carnisseries, 1 una peixateria, 3 llibreries, 8 botigues de roba, 2 sabateries, 2 botigues d'electrodomèstics, 2 botigues de material esportiu, 2 drogueries, 1 una perfumeria, 1 una joieria i 3 floristeries.
L'any 2000 a Morestel hi havia 14 explotacions agrícoles que ocupaven un total de 171 hectàrees.

## Equipaments sanitaris i escolars
El 2009 hi havia 1 hospital de tractaments de mitja durada (seguiment i rehabilitació), 1 un hospital de tractaments de llarga durada, 2 farmàcies i 1 ambulància.
El 2009 hi havia 2 escoles elementals. A Morestel hi havia 1 col·legi d'educació secundària i 1 liceu d'ensenyament general. Als col·legis d'educació secundària hi havia 757 alumnes i als liceus d'ensenyament general 504.

## Poblacions més properes
El següent diagrama mostra les poblacions més properes.